# Un balcon en forêt (film)
Ne doit pas être confondu avec Un balcon en forêt.
Pour plus de détails, voir Fiche technique et Distribution.
Un balcon en forêt est un film français réalisé par Michel Mitrani, sorti en 1979.

## Synopsis
Le film est l'adaptation du roman de Julien Gracq de même nom. Ce roman est consacré à l'attente par quatre militaires, un lieutenant, un caporal, deux hommes de troupe, d'une éventuelle attaque allemande, dans une maison forte en forêt des Ardennes, d'octobre 1939 au 10 mai 1940. Il se termine en effet par l'attaque de la position.

## Fiche technique
- Titre : Un balcon en forêt
- Réalisation : Michel Mitrani
- Scénario et dialogues : Michel Mitrani et Roger Boussinot, d'après le roman de Julien Gracq
- Photographie : Charlie Gaëta
- Son : Paul Granger
- Costumes : Huguette Chasseloup
- Décors : Claude Lenoir
- Montage : Claude Fréchède
- Production : Antenne 2 - Les Films français
- Distributeur : Gaumont
- Pays d'origine :  France
- Durée : 162 min
- Date de sortie :  France : 28 février 1979

## Distribution
- Humbert Balsan : Le Lieutenant Grange
- Yves Afonso : Le Caporal Olivon
- Jacques Villeret : Le Soldat Gourcuff
- Jacques Charby : Le Capitaine Varin
- Aïna Walle : Mona
- Serge Martina : Le Soldat Hervouet
- Bernard Crombey : Le Lieutenant Lavaud
- Michel Delahaye : Le Colonel
- François Dyrek :
- Alexandre Grecq